# Cruz Verde (Venezuela)
La Cruz Verde, también identificados como Primeros Auxilios UCV, es un grupo de voluntarios en Venezuela de primeros auxilios, conformado en su mayoría médicos jóvenes estudiantes de medicina de la Universidad Central de Venezuela, creado durante las protestas en Venezuela de 2014 para auxiliar a las personas heridas durante las manifestaciones.

## Historia

### Protestas de 2014 y de 2017
Durante las protestas en Venezuela de 2014, un grupo de estudiantes de medicina de la Universidad Central de Venezuela se organizaron al observar la necesidad de más voluntarios de primeros auxilios porque la cantidad de heridos durante las manifestaciones sobrepasaba la capacidad de los cuerpos de ambulancias locales, además de la crisis nacional que afectaba a las instituciones médicas y las cadenas de suministros. El grupo escogió el color verde de la cruz para diferenciarse de la Cruz Roja Internacional; la Cruz Verde fue reactivaba en abril de 2017 tras el inicio de una nueva ola de protestas.
La Cruz Verde sigue un orden y una metodología al llegar a cada protesta, estableciendo diversas zonas y ondeando banderas donde pueden notificar y evaluar a las personas que necesitan atención médica para notificar a las personas. Solo una treintena suele ingresar a las áreas donde hay riesgo de enfrentamientos, que son identificadas como zonas naranja y roja. El resto permanece apostado en las cercanías de las protestas, en áreas denominadas zonas verdes, para recibir a los heridos de mayor gravedad en pequeñas carpas o en ambulancias. Todos los voluntarios reciben capacitación en primeros auxilios básicos y avanzados para actuar en situaciones de conflicto armado. El grupo también cuenta con numerosos especialistas en traumatología, pediatría, anestesiología, ginecología, odontología y hasta psiquiatría, que refuerzan la labor del resto de los miembros y ayudan a atender algunos casos como traumatismos craneoencefálicos, que proliferaron a partir de mayo de 2017.
Durante los primeros días de la protesta, los voluntarios tenían muy pocos materiales, ni siquiera gasas, y hasta usaban sus propias uñas para retirar restos de objetos extraños de las heridas. El grupo ha distribuido alcancías para donativos en espacios públicos por todo el país y el apoyo tanto local como internacional ha permitido que cuenten con un buen inventario de suministros. A pesar de una escasez de más de 90 por ciento de los medicamentos e insumos importados, las campañas de donaciones han permitido recibir suficientes insumos para la agrupación. Para 2017, decenas de médicos certificados también se habían unido a los voluntarios y para ese año la Cruz Verde sumaba alrededor de 200 voluntarios en Caracas, con grupos afiliados más pequeños que asistían a las manifestaciones en otras partes del país. Otros once centros de estudios superiores públicos y privados se unieron a la iniciativa del grupo para ofrecer primeros auxilios desde las calles.

### Audiencia de la Organización de Estados Americanos

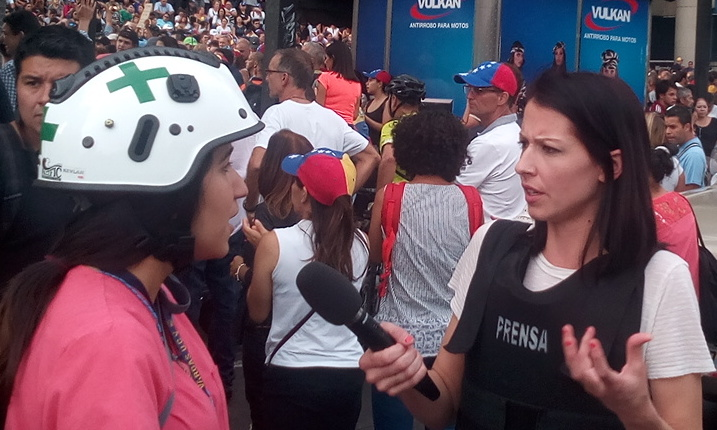
Abby Martin entrevistando a una miembro de Cruz Verde durante las protestas en Venezuela de 2017.

El 16 de noviembre de 2017, después de concluidas las protestas, Federica Dávila, directora de la asociación de primeros auxilios, y George Simon, médico cirujano, asistieron a la última audiencia de la Organización de Estados Americanos para analizar posibles crímenes de lesa humanidad en Venezuela y determinar si el caso de Venezuela debía ser referido a la Corte Penal Internacional. Los paramédicos presentaron ante un panel de expertos incidentes que presenciaron en 60 manifestaciones entre abril y julio de 2017 y en las que atendieron a más de 5.000 pacientes. Los representantes de la Cruz Verde explicaron la evolución de las lesiones que sufrieron las víctimas de la represión por parte de los efectivos de seguridad; al inicio de las protestas la mayoría de los casos atendidos constituían en asfixiados, pero a medida que avanzaban las semanas la violencia se incrementaba y empezaron a recibir pacientes con fracturas y heridas por armas de fuego.
Dávila explicó que la estrategia de los paramédicos tuvo que adaptarse acorde a la escalada de violencia, y que los voluntarios debieron empezar a trasladarse en motocicletas o camionetas porque “ya no era seguro tener personas que no pudieran ser extraídas en cuestión de segundos del conflicto”. Simon declaró que la Cruz Verde atendió a muchos heridos por elementos contundentes, al igual que lesionados por metras o cabillas, y que todas las lesiones que se mencionaban en el curso eran propias de zonas con conflictos armados. En la audiencia también expusieron exámenes médicos como constancia de su testimonio:radiografías de traumatismos craneoencefálicos por impacto de bombas lacrimógenas, fotografías de proyectiles de plástico y acero extraídos del cuerpo de protestantes heridos y un traumatismo de tórax de un paciente que falleció como Juan Pablo Pernalete.

## Ataques

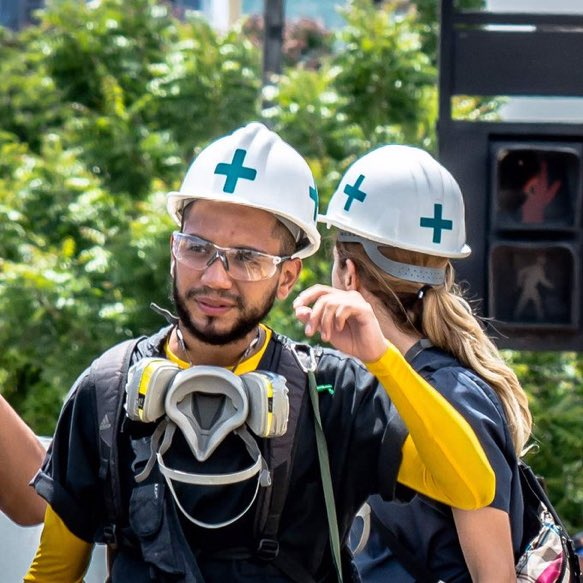
Paúl Moreno, voluntario de la Cruz Verde atropellado en mayo de 2017

A pesar de que el grupo no está afiliado a ningún partido político, algunas autoridades los consideran como parte del movimiento de protesta. En 2017, algunos oficiales de las fuerzas de seguridad les permitían ayudar a las personas o atender a los efectivos si resultaban heridos, pero otros eran muy violentos y los obligaban a retirarse. Durante las protestas de 2017, varios voluntarios de la Cruz Verde resultaron heridos, y el voluntario Paúl Moreno, de 24 años, murió en mayo después de haber sido atropellado por un vehículo blindado en una protesta en Maracaibo.
El 20 de abril, uno de los médicos voluntarios, Oscar Noya, fue arrestado en el este de Caracas mientras socorría a manifestantes. Fue liberado horas después. El 3 de mayo, una veintena de efectivos de la Policía Nacional rodearon a un grupo de la Cruz Verde en Altamira, Caracas, quienes se trasladaban en una camioneta pick up roja. Los voluntarios recibieron a los funcionarios identificados con las cruces verdes del grupo y con las manos en alto, pero los efectivos accionan una bomba lacrimógena bajo la camioneta. Otro de los funcionarios apunta su arma de reglamento dentro del vehículo y dispara. Los voluntarios denunciaron que le robaron sus pertenencias, le dañaron la moto y lo hirieron con perdigones. Dos de los voluntarios denunciaron golpes por parte de los funcionarios; fueron atendidos por Protección Civil.
Federica Dávila también denunció en la Organización de Estados Americanos las agresiones en contra de los voluntarios de la Cruz Verde, a pesar de estar identificados como grupo de primeros auxilios, incluyendo asedios por contingentes enteros de la Policía Nacional Bolivariana, asfixia con gas lacrimógeno, el disparo de perdigones en la pierna de uno de los voluntarios por la Guardia Nacional Bolivariana y la muerte de Paúl Moreno.
El portal web "Misión Verdad" comparó a la Cruz Verde con los Cascos Blancos de Siria, acusándolos de simular falsos positivos. En el programa de televisión Zurda Conducta, difundido por la televisora estatal, el presentador Pedro Carvajalino llamó a los socorristas como “grupo paramilitar” y los acusó de crear “falsos positivos” para afectar la imagen del gobierno de Nicolás Maduro. La Cruz Verde respondió con un comunicado difundido por organizaciones de derechos humanos, en el cual expresó “rechazo e indignación” por la acusación y advirtió que se ponía en riesgo un “trabajo voluntario que no distingue color político ni uniforme”.